# Andreas Zingerle
Andreas Zingerle (* 25. November 1961 in Antholz) ist ein ehemaliger italienischer Biathlet. Der Südtiroler nahm an vier Olympischen Winterspielen und mehreren Biathlon-Weltmeisterschaften teil. Zu seiner aktiven Zeit war er einer der besten und erfolgreichsten Biathleten seines Landes und gehörte zeitweise zur Weltspitze.

## Karriere
Andreas Zingerle lebt in Antholz, arbeitet als Polizist und startete für Centro Sportivo Carabinieri. Er begann 1979 mit dem Biathlonsport und war seit der Mitte der 1980er Jahre im Biathlon-Weltcup aktiv. Ein erster Karrierehöhepunkt wurden die Olympischen Winterspiele 1984 in Sarajevo, im Sprint wurde er 29. und erreichte mit Rang neun im Einzel eine erste gute Platzierung. Dieselbe Platzierung erreichte er auch ein Jahr später im Sprintrennen der Biathlon-Weltmeisterschaften 1985 in Ruhpolding. Zudem lief er auf den 27. Platz im Einzel. Auch bei den folgenden Weltmeisterschaften in Oslo lief Zingerle im Einzel auf den neunten Platz und erreichte im Sprint Platz dreizehn. 1987 kamen Platz elf im Einzel und vierzehn im Sprint von Lake Placid hinzu. Erfolgreich verliefen die zweiten Olympischen Winterspiele 1988 des Italieners in Calgary. Zwar wurde er im Einzelwettbewerb disqualifiziert, wurde aber 15. im Sprint und gewann an der Seite von Werner Kiem, Gottlieb Taschler und Johann Passler als Schlussläufer der Staffel die Bronzemedaille.
Ebenfalls erfolgreich verliefen für Zingerle die Biathlon-Weltmeisterschaften 1989 in Feistritz an der Drau, wo der Italiener Fünfter im Einzel und Zehnter des Sprints wurde. Bei den Weltmeisterschaften 1990 gewann Zingerle mit Pieralberto Carrara, Wilfried Pallhuber und Passler in der Staffel die Goldmedaille und erreichte im Sprint als Fünfter und im Einzel als Siebter weitere gute Ergebnisse. Eine Mischung aus unglücklichen, aber dennoch sehr guten Ergebnissen brachten die Weltmeisterschaften 1991 in Lahti. Als Vierter im Sprint und mit der Staffel verpasste er Medaillen und wurde zudem Achter im Einzel. In der Gesamtwertung des Weltcups erreichte Zingerle den dritten Rang. Auch bei seinen dritten Olympischen Spielen 1992 in Albertville verpasste Zingerle mit der Staffel als Vierter knapp eine Medaille. Bei den Wettbewerben in Les Saisies wurde der Italiener zudem 17. im Einzel und Siebter im Sprint.
Zingerles größte Erfolge folgten in der Saison 1992/93. Er gewann nicht nur ein Weltcup-Einzelrennen in Oberhof, sondern auch den Titel im Einzel bei den Biathlon-Weltmeisterschaften 1993 in Borowez. Durch den Gewinn des Titels mit der Staffel um Pallhuber, Passler und Carrara wurde Zingerle zum erfolgreichsten Athleten dieser Weltmeisterschaften. Auch die letzten Olympischen Winterspiele des Italieners im Jahr 1994 in Lillehammer brachten mit Rang sechs im Einzel ein weiteres gutes Ergebnis. Im Sprint erreichte er den 44. Platz, mit der Staffel kam er auf den sechsten Platz. In Canmore gewann er anschließend mit Carrara, Pallhuber und Hubert Leitgeb den Weltmeistertitel im nichtolympischen Mannschaftswettbewerb. In Antholz lief Zingerle 1995 bei seinen letzten Weltmeisterschaften. Zum Abschluss seiner Karriere erreichte er den 64. Platz im Einzel. Nach der Saison beendete er seine Karriere.

## Trainerlaufbahn
Nachdem er bereits seit 2010 dort tätig gewesen war, wurde Zingerle 2018 mit dem Wechsel von Patrick Oberegger nach Norwegen zum Cheftrainer der italienischen Biathlonnationalmannschaft ernannt. Nach der olympischen Saison 2021/22 legte er seinen Posten nieder.

## Biathlon-Weltcup-Platzierungen
| Platzierung                 | Einzel | Sprint | Verfolgung | Massenstart | Team | Staffel | Gesamt |
| --------------------------- | ------ | ------ | ---------- | ----------- | ---- | ------- | ------ |
| 1. Platz                    | 2      |        |            |             | 1    | 2       | 5      |
| 2. Platz                    | 2      |        |            |             |      |         | 2      |
| 3. Platz                    | 3      | 3      |            |             |      | 2       | 8      |
| Top 10                      | 22     | 21     |            |             | 1    | 8       | 52     |
| Punkteränge                 | 37     | 37     |            |             | 1    | 8       | 83     |
| Starts                      | 52     | 53     |            |             | 1    | 8       | 114    |
| Stand: Daten nicht komplett |        |        |            |             |      |         |        |